# Pogányszentpéter
Pogányszentpéter je vas na Madžarskem, ki upravno spada pod podregijo Csurgói Šomodske županije.